# Mathieu-François Pidansat de Mairobert
Mathieu-François Pidansat de Mairobert (1727-1779) fou un novel·lista francés.

## Obres
- Anecdotes sur Mme. la comtesse du Barry és una biografia feta de trosos de notícies juntades sobre l'amant Madame du Barry del rei Lluís XV de França que arribà a ser una obra molt venuda a la França de l'época.[1]